# Aleksander Zawisza
Aleksander Zawisza (12. prosince 1896 Panevėžys – 28. března 1977 Londýn) byl polský politik. V letech 1965–1970 byl premiérem polské exilové vlády.

## Život
Narodil se v ruském záboru Polska, na území dnešní Litvy. Vystudoval práva na Univerzitě Stefana Batoryho ve Vilniusu a v roce 1916 na dělostřelecké škole v Petrohradě. Poté sloužil v ruské armádě a od 11. listopadu 1917 do července 1918 v polském I. sboru. Po znovuzískání nezávislosti sloužil v polské armádě a v roce 1919 byl pobočníkem Ignacy Paderewského na Pařížské mírové konferenci. Bojoval v polsko-sovětské válce v řadách 5. pěší divize. 
Od roku 1922 pracoval na ministerstvu zahraničních věcí, od dubna 1935 do června 1940 byl poradcem polského velvyslance v Římě. Od listopadu 1940 do května 1941 byl prozatímním chargé d'affaires u československé exilové vlády v Londýně. Na podzim 1942 byl jmenován generálním konzulem polské exilové vlády v Lusace a byl jím do 1. ledna 1943. Poté zastával stejnou funkci v Salisbury (leden 1943 - únor 1944) a v Nairobi (duben 1944 - červenec 1945).
Po druhé světové válce zůstal v exilu a aktivně se účastnil politického života. V letech 1953 až 1963 byl ministrem zahraničních věcí polské exilové vlády (ve vládách Hugona Hankeho a Antoniho Pająka). Dne 21. srpna 1959 byl jmenován exilovým prezidentem Augustem Zaleským svým nástupcem (jmenování bylo zrušeno v roce 1971). Od června 1965 do června 1970 byl předsedou polské exilové vlády, současně řídil ministerstvo zahraničních věcí a od dubna do června 1970 také ministerstvo spravedlnosti. V letech 1949 až 1970 byl také členem Národní rady. 
Ve funkci ministra zahraničí zformuloval geopolitickou koncepci, podle níž by mezi Sovětským svazem a Západem mohl vzniknout "neutrální pás" tvořený Litvou, Lotyšskem, Estonskem, Polskem, Československem, Maďarskem a Rumunskem. Proslul též tím, že řadu vzácných dokumentů, zejména o polsko-sovětských vztazích, předal Hooverově institutu.